# Hans-Christian Herrmann
Hans-Christian Herrmann (* 22. Juni 1964 in Saarbrücken) ist ein deutscher Historiker und Archivar.

## Leben und Wirken
Herrmann, ein Sohn des früheren Leiters des Landesarchiv-Ministerialrats Hans-Walter Herrmann, studierte nach seinem Abitur am Staatlichen Ludwigsgymnasium Saarbrücken  von 1986 bis 1992 Geschichte, Germanistik und Pädagogik an der Universität des Saarlandes (I. Staatsexamen). Er wurde bei Rainer Hudemann mit einer Dissertation zur Sozialpolitik und der Rolle der Gewerkschaften im Saarland nach dem Zweiten Weltkrieg promoviert. Es folgte das Referendariat für den höheren Archivdienst am Landesarchiv Nordrhein-Westfalen und an der Archivschule Marburg (II. Staatsexamen), danach arbeitete er als Referent und stellvertretender Abteilungsleiter im Sächsischen Staatsarchiv in den Abteilungen Dresden (1997–2001), Leipzig (2001–2009) und Chemnitz (2009–2010); im Frühjahr 2001 wurde er zum Stage Technique an die Archives nationales in Paris entsandt. 
In seiner Zeit im Sächsischen Staatsarchiv bildeten die Massenentsäuerung von Archivgut, die Erschließung von SED-Beständen und die Bearbeitung des Bestandes des Börsenvereins des Deutschen Buchhandels seine Arbeitsschwerpunkte. Im Bereich der archivischen Öffentlichkeitsarbeit baute er die Archivpädagogik in Sachsen auf und im Bereich der historischen Bildungsarbeit widmete er sich den Außenbeziehungen der DDR zu Frankreich und Japan. 
2010 übernahm er die Leitung des Stadtarchivs Saarbrücken. Dort begann durch Herrmann ab 2010 die Entwicklung des Stadtarchivs zum Haus der Saarbrücker Stadtgeschichte mit einer Vielzahl von Ausstellungen, dem Aufbau eines digitalen Langzeitarchivs und des digitalen jüdischen Gedenkbuchs der Landeshauptstadt Saarbrücken. Seine Expertise brachte er mit der Begleitung von Ehrenämtern in den Saarländischen Archivverband und den Verband deutscher Archivarinnen und Archivare ein sowie nach wie vor in den Historischen Verein für die Saargegend.
Herrmann forscht u. a. zur Saarbrücker Stadtgeschichte und Saargeschichte im Kontext der deutsch-französischen Beziehungen, dabei arbeitet er regional vergleichend unter Einbeziehung von Lothringen und Luxemburg; ferner zu den Beziehungen der DDR zu Frankreich, zum Autoland Saarland, zur internationalen Automobilindustrie unter wirtschafts- und kulturhistorischen Fragestellungen, unter anderem speziell zu Citroën, Peugeot und Volvo, verbunden mit einer Vielzahl von Publikationen.

## Schriften (Auswahl)
- Sozialer Besitzstand und gescheiterte Sozialpartnerschaft. Sozialpolitik und Gewerkschaften im Saarland 1945 bis 1955. (= Veröffentlichungen der Kommission für Saarländische Landesgeschichte und Volkskunde, Band 28.) Saarbrücker Druckerei und Verlag, Saarbrücken 1996, ISBN 3-930843-05-6. (Digitalisat bei der SULB)
- Saarbrücken à la carte. Die Geschichte der Genussregion Saarland. Verlag Perlenschnur, Saarbrücken 2012, ISBN 978-3-9810696-5-5.
- (mit Johannes Schmitt als Hrsg.): Das Saarland. Geschichte einer Region. Röhrig, St. Ingbert 2012, ISBN 978-3-86110-511-4.
- Franz Josef Röder. Das Saarland und seine Geschichte. Röhrig, St. Ingbert 2017, ISBN 978-3-86110-639-5.
- (mit Ruth Bauer): Burbacher Gold. Kohle, Stahl und Eisenbahn. Ein Stück Saarbrücker Stadtgeschichte. Edition Schaumberg, Marpingen 2019, ISBN 978-3-941095-61-8.
- Auto Unser. Kult und Krise. Motorbuch Verlag, Stuttgart 2023, ISBN 978-3-613-04616-0.